# Stazione di Arosio
Stazione di Arosio vasútállomás Olaszországban, Lombardia régióban, Arosio településen.

## Vasútvonalak
Az állomást az alábbi vasútvonalak érintik:
- Milánó–Asso-vasútvonal

## Kapcsolódó állomások
A vasútállomáshoz az alábbi állomások vannak a legközelebb:
- Stazione di Inverigo
- Stazione di Carugo-Giussano